# 이원홍 (1903년)
이원홍(李源弘, 1903년 ~ 1976년 4월 7일)은 대한민국의 정치가이다. 제1·6대 국회의원을 지냈다.

## 학력
- 전북공립사범학교 강습과 수료
- 보성전문학교 법과 전문학사

## 약력
- 대구지방법원검사국검사
- 대구지방검찰청검찰관
- 변호사 개업
- 한국민주당 창당발기인
- 한국민주당 대표위원 겸 중앙집행위원
- 한국민주당 대표최고위원 겸 중앙집행위원
- 민주국민당 중앙상임위원
- 대한독립촉성국민회 중앙상무집행위원
- 1948년 5월 10일 : 제헌 국회의원(경남 합천갑)
- 1956년 11월 11일 강문(康文)학원 이사장 취임
- 1957년 6월 7일 - 1960년 7월 25일 명성여자중고등학교 제7대 교장[2]
- 자유당 중앙상무위원회 부위원장

## 역대 선거 결과
|  | 48.19% |

|  | 17.23% |

|  | 21.13% |

|  | 8.1% |

## 참고자료
- 《대한민국 의정총람》, 국회의원총람발간위원회, 1994년
- 이원홍 - 대한민국헌정회